# Оливьери, Альдо
А́льдо Оливье́ри (итал. Aldo Olivieri; 2 октября 1910, Сан Мишель Экстра — 5 апреля 2001, Камайоре) — итальянский футболист, вратарь. Чемпион мира 1938.

## Биография
Оливьери начал играть в «Вероне», дебютируя в сезоне 1929/30, в 1934 году Оливьери перешёл в «Падову», но сыграл лишь 8 матчей, получив тяжёлую травму — перелом черепа. После восстановления, против воли врачей, Оливьери стал играть в клубе «Луккезе», которому помог выйти в серию А, где его заметил Витторио Поццо. В 1938 году Оливьери прибывает в Турин к знаменитому тренеру Эрнесту Эбстейну, который тренировал его ещё в «Луккезе». В «Торино» Оливьери сыграл 113 игр. В 1942 году Оливьери перешёл в «Брешию», где в серии В закончил карьеру, проведя 32 игры.
В сборной команде Оливьери дебютировал 15 ноября 1936 года в игре с Германией и провёл всего 24 игры, заменив в роли основного вратаря Джампьеро Комби. Главным турниром для футболиста стал чемпионат мира 1938, где Оливьери провёл все игры.
После окончания карьеры Оливьери работал тренером в «Интернационале» и «Ювентусе».
Умер Оливьери 5 апреля 2001 года в возрасте 90 лет.